# Килиманджаро (национальный парк)
Национальный парк Килиманджаро — национальный парк Танзании, расположенный на севере страны. На территории парка расположена самая высокая вершина Африки — Килиманджаро.
С 1987 года парк является объектом Всемирного наследия ЮНЕСКО.

## Физико-географическая характеристика

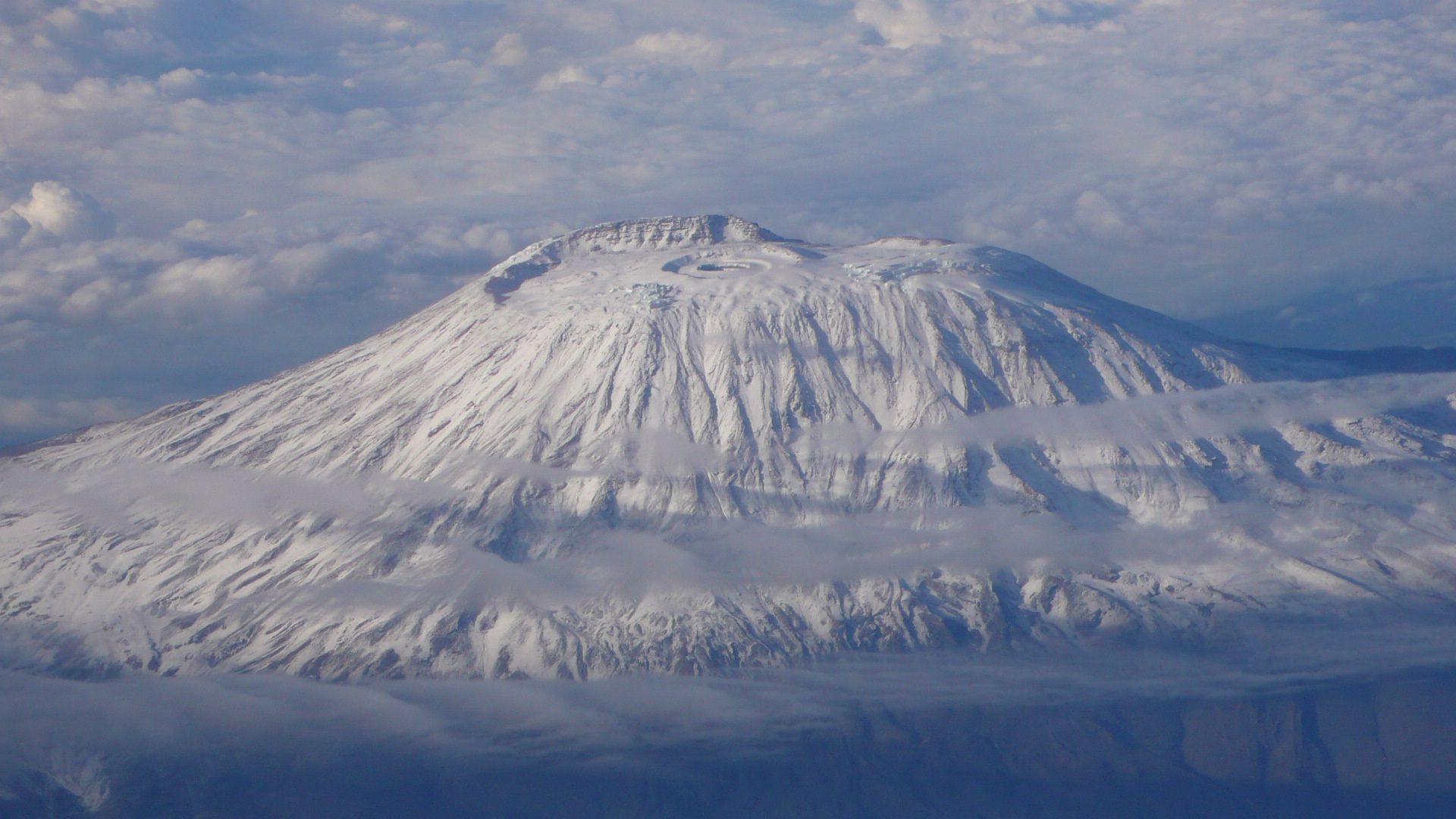
Килиманджаро

Национальный парк Килиманджаро расположен в одноимённой области около города Моши, в 128 км от Аруши. Основная граница парка проложена по высоте 2700 метров над уровнем моря, кроме того парк включает шесть коридоров через лесной массив ниже этого уровня.
До 2005 года площадь парка составляла 753 км², ещё 1078 км² занимал лесной резерват вокруг парка. В 2005 году территория парка была расширена и сейчас составляет 1668 км².
Покорение горной вершины является основной целью туристов, которых бывает более 10 000 ежегодно. В парке проложено шесть маршрутов горовосхождения, самым популярным является Марангу-Трейл. Кроме этого, в парке можно посмотреть плато Шира, и половить форель в озере Чала, которое расположено в кратере на юго-восточном склоне.

## Охрана территории
Ещё в 1910 годах немецкое колониальное правительство приняло решение об охране горного массива. В то время был создан охотничий резерват, который в 1921 году поменял статус и стал лесным резерватом. В 1973 году правительство Танзании объявило о создании национального парка на горе выше уровня деревьев (2700 метров), а в 1977 году парк стал доступен для туристов. В 1987 году парк был включён в список объектов Всемирного наследия ЮНЕСКО в Танзании.
В настоящее время парк разделён на семь зон, среди которых зона интенсивных пешеходных маршрутов, пешеходные зоны малой интенсивности в горной и равнинной частях, зона администрации, культурная зона и зона дневного использования. Самой крупной зоной является зона дикой природы. Общее количество служащих парка в 1995 году составляло около 150 человек.

Основными проблемами парка является незаконная вырубка леса на дрова, охота и сбор мёда. Кроме того, опасность представляют пожары, которые часто случаются в юго-западной части парка, наиболее популярной у туристов.

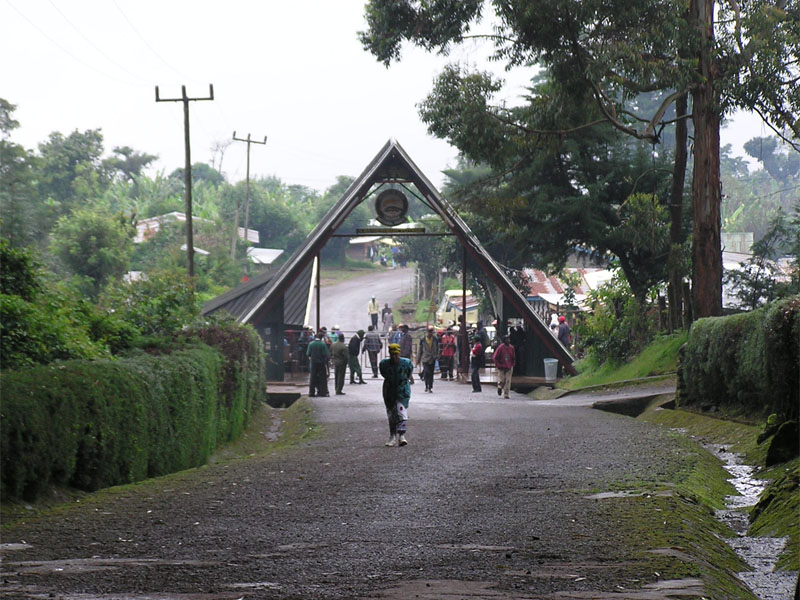
Один из входов в парк
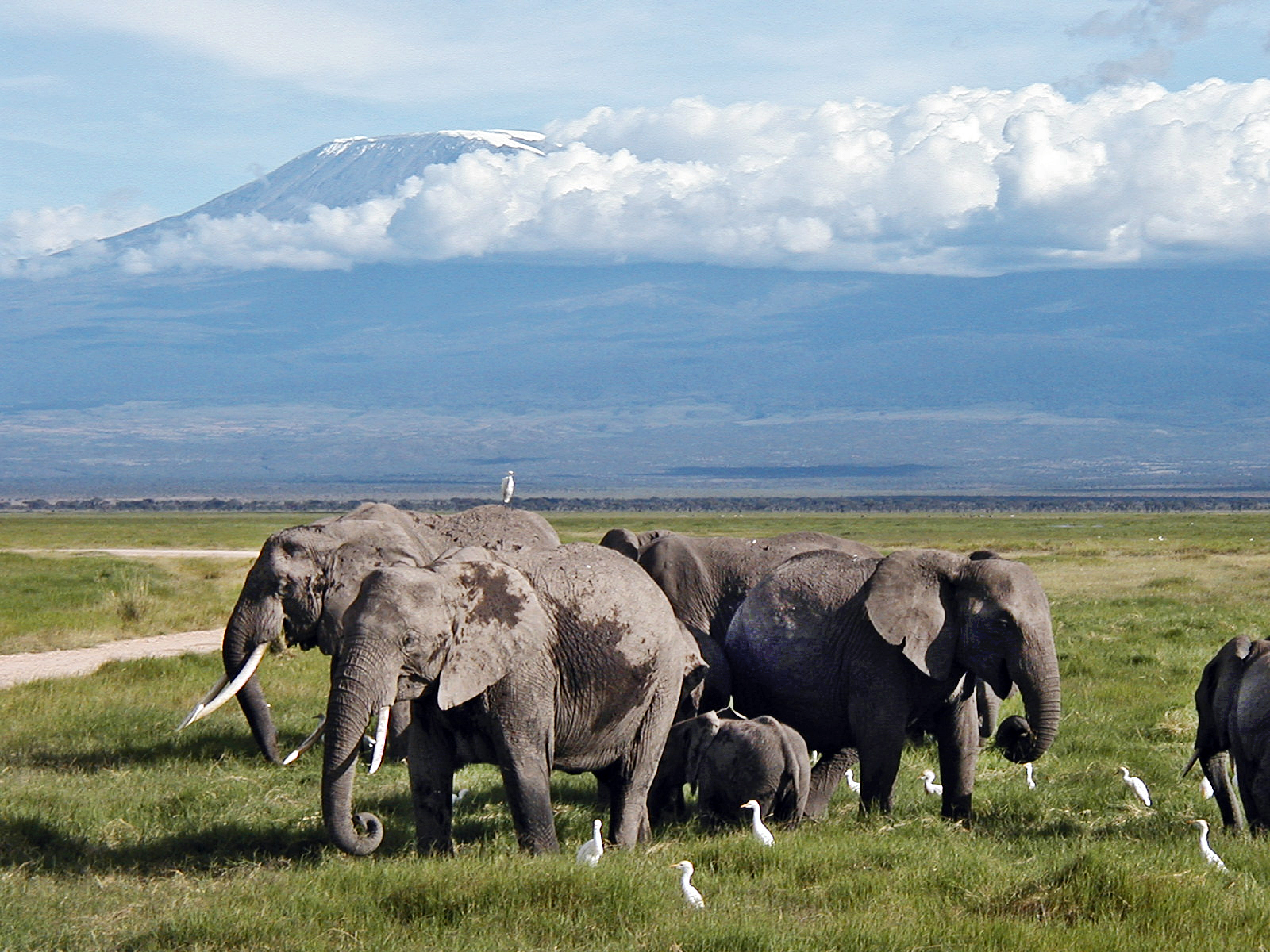
Слоны в национальном парке
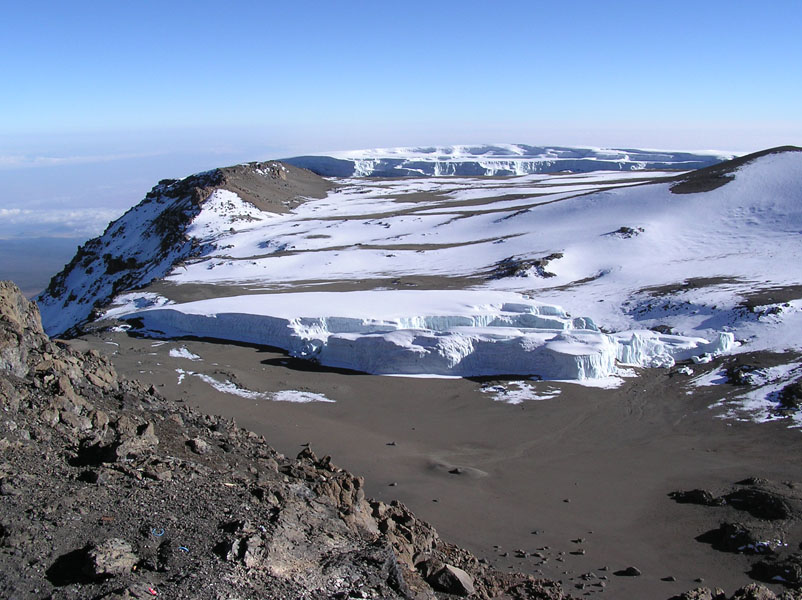
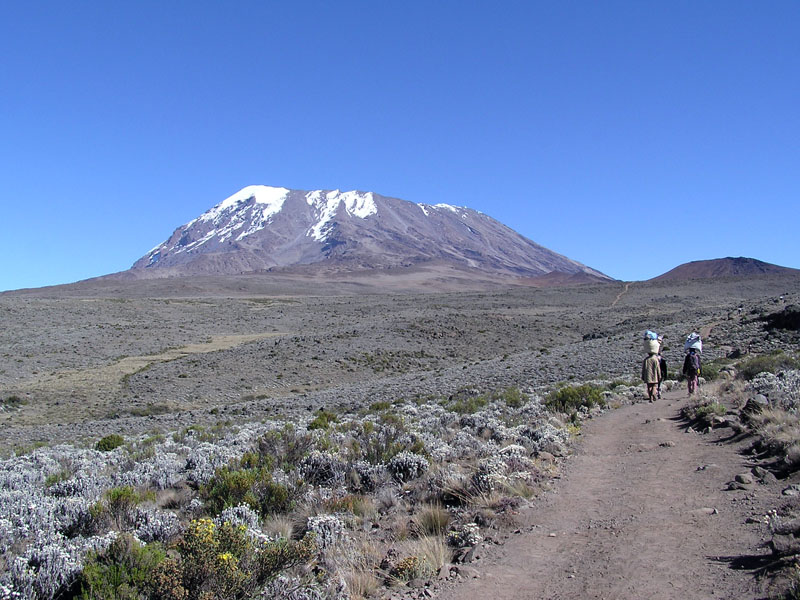
Пешеходный маршрут